# ウベニメクス
ウベニメクス（INN: Ubenimex）またはベスタチン (bestatin) は、競合的、可逆的プロテアーゼ阻害剤である。アルギニルアミノペプチダーゼ、ロイコトリエンA4ヒドロラーゼ、膜アラニルアミノペプチダーゼ、ロイシル/シスチニルアミノペプチダーゼ、膜ジペプチダーゼを阻害する。急性骨髄性白血病やリンパ水腫の治療への利用が研究されている。Streptomyces abikoensisが産生する。ウベニメクスは、オキシトシン、バソプレッシン、エンケファリン、その他の様々なペプチドや化合物の酵素分解を阻害することが知られている。

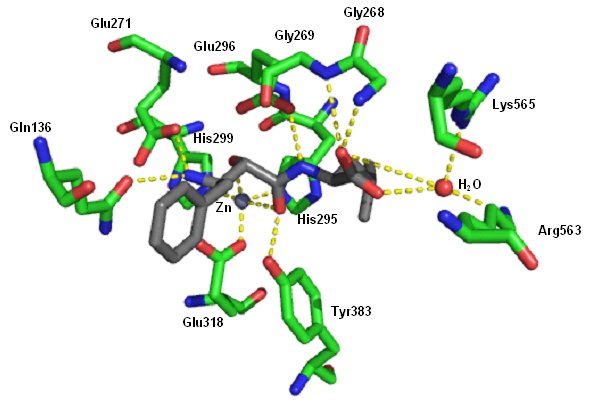
ロイコトリエンA_{4}ヒドロラーゼの結合ポケット中のウベニメクスの結晶構造。